# Râul Fântâna, Bran
Râul Fântâna este un curs de apă, afluent al râului Bran. 

## Hărți
- Parcul Vânători-Neamț